# Алегуко Шогенуков
Алегуко-мурза (в документах — Алегука (Алягука, Олегука) Шегонукин (Шаганукин, Шегануков, Шагануков), Алэгlыкъуэ Щэугlэныкъуэ [Алегыкуо Шэугэныкуо]; ум. 1654 году) — верховный князь-валий Большой Кабарды (1624—1654), старший сын Шоген-мурзы Пшеапшокова и внук Пшеапшоко Кайтукина.

## Биография
К началу XVII века Кабарда окончательно разделилась на Большую и Малую Кабарду. Между князьями Большой и Малой Кабарды была смертельная вражда, вызванная непрекращающимися набегами друг на друга с целью захвата земель или кровной местью.
В ноябре 1615 года князь Малой Кабарды Шолох Тапсаруков вместе со своим старшим сыном Карашай-мурзой совершил крупный поход на Большую Кабарду. Кроме кабардинцев, под командованием Шолоха Тапсарокова находились вспомогательные отряды кумыков и ногайцев. В кровопролитной битве погиб верховный князь Большой Кабарды Казий Пшеапшоков, дядя Алегуко. Вместе с ним были убиты пять его племянников: Инармас-мурза Асланбекович, Аксак-мурза Кайтукович, Куденет-мурза Кайтукович, Докшука-мурза Жансохович и Анфоко-мурза Шогенукович. Большая (Казиева) Кабарда была разорена.
После разорения Большой Кабарды родственники убитого Казия Пшеапшокова — Хал-мурза Кайтуков, Клыч Жансохов и Шараджуко Шогенукович обратились за помощью к терскому воеводе Н. Д. Вельяминову, прося у него ратных людей для ответного похода на Малую Кабарду. После челобитья на имя царя Михаила Федоровича новый терский воевода Петр Приклонский выделил кабардинским князьям военную помощь, с которой они разорили владения князя Шолоха Тапсарокова и его сына Хорошая-мурзы.
В 1619 году после смерти своего дяди Казия Пшеапшокова Алегуко-мурза Шогенуков был избран новым верховным князем Большой Кабарды.
Крымское ханство не собиралось терять свои позиции на Северном Кавказе и продолжало совершать разорительные набеги на Кабарду. В 1616, 1629, 1631 и 1635 годах крымские ханы организовывали походы на кабардинские земли, оказывая поддержку враждующим группировкам кабардинских князей.
В 1619 году над Кабардой нависла угроза вторжения со стороны Большой Ногайской Орды. Алегуко Шогенуков собрал под своим командованием отряды из Дагестана, Чечни, Западной Черкесии (отряды из Бесланея, Камергоя и Жанея). На помощь Алегуко даже прибыли отряды малокабардинских князей Гиляхстановых.
Для того чтобы обезопасить тыл, Алегуко Шогенуков в мае 1619 года прибыл в Терский город (Терки) и принёс присягу на верность русскому царю Михаилу Фёдоровичу. Алегуко-мурза отправил челобитную на имя русского царя, в которой просил принять его в московское подданство. Вместе с Алегуко в Терки прибыли и другие владетельные князья Кабарды, которые также «били челом» на имя русского царя. Среди них были Мудар Алкасов и Алхо Айтеков. В докладе терского воеводы в Посольский приказ есть некоторые положения из которых можно сделать интересные выводы: а тот, государь, Алегуко мурза ныне в Кабарде в дяди свого Казыево место Шепшукова владеет всем. Владеет всем ,- значит уже в 1619 году Алегуко являлся единоличным владетелем Большой Кабарды. Алегуко Шогенуков обратился за военной помощью к русскому правительству в борьбе против Большой Ногайской орды, но Москва отказалась поддержать Кабарду в противостоянии с Большими ногаями. Русское царство находилось в союзных отношениях с Большой Ногайской ордой. Однако сам факт того, что в намечавшейся войне Кабарды с Большой Ногайской ордой Россия не выступит ни на одной стороне, являлся большой дипломатической победой кабардинского верховного князя Алегуко. Большие Ногаи отказались от вторжения, откочевали с правой на левую сторону Волги и временно прекратились свои набеги на Кабарду.
В начале 1620-х годов Кабарда в своей внешней политике начинает придерживаться крымской ориентации. В борьбе между Алегуко и князьями Малой Кабарды Келеметом, Эльдаром и Пшематом Черкасскими Москва постоянно поддерживала последних. Сильная и объединённая Кабарда не была нужна Москве. Важной причиной сближения Кабарды с Крымским ханством стали династические браки между правителями Кабарды и Бахчисарая. Крымский хан Мехмед III Герай (1623—1628) женился на сестре Хотокшуко Казыева, а в 1622 году его младший брат Шахин Герай женился на сестре его двоюродного брата Алегуко Шогенукова. Царевич Шахин Герай, известный политический и военный деятель того времени, твёрдо стоял на антимосковских позициях и отличался крайней воинственностью. В 1623 году турецкое правительство назначил новым крымским ханом Мехмед Герая, а его младший брат и сподвижник Шахин Герай стал калгой-султаном.
После смерти князя Сунчалея Канклычевича Черкасского (1615—1624) в марте 1625 года русский царь Михаил Федорович назначил его преемником старшего сына Шолоха Черкасского (1625—1636). Шолох Сунчалеевич Черкасский получил под свою власть черкесов и окочан, выходцев из чечено-ингушских родов, проживавших в окоцких слободах над Терским городом. К этому времени кровная вражда между князьями Черкасскими (Идаровичами) и князьями Казиевой Кабарды прекратилась. Шолох Сунчалеевич Черкасский женился на Пархан, сестре Алегуко Шогенукова. В Терках в качестве заложника находился Темир-Салтан, сын Алегуко.
Постепенно князь Большой Кабарды Алегуко Шогенуков распространил свою власть на Малую Кабарду. В 1626 году были покорены дворяне Анзоровы. В 1628 году вынужден был переселиться в Терский город князь Пшимахо Черкасский, а все его владения перешли под контроль Алегуко.
В 1636 году Шолох Сунчалеевич Черкасский был обвинён московскими властями в сговоре с мурзами Большой Кабарды с целью нападения на Терки и в сношениях с крымским калгой Шахин Гераем. Это была провокация со стороны терских воевод и ряда малокабардинских князей. Шолох Черкасский был вынужден покинуть Терки, но вскоре через своих родственников в Москве восстановил свои позиции в слободах Терского города.
В 1629 году калга Шахин Герай, зять Алегуко Шогенукова, потерпел поражение в борьбе за ханскую власть с Джанибек Гераем и бежал из Крыма в Кабарду. Здесь бывший крымский калга попытался установить связи с Ираном, планировал построить крепости для шаха, надеясь с помощью иранского войска захватить ханский престол в Бахчисарае. Бурная деятельность Шахин Герая раздражала не только Бахчисарай, но и Москву и Стамбул. Крымский хан Джанибек Герай организовал карательный поход на Черкесию, вынудив Шахин Герая бежать в Иран. Весной 1632 года Шахин Герай вернулся из Ирана на Северный Кавказ, где нашёл убежище во владениях князей Алегуко Шогенукова и его брата Хатакшуко Казыева.
В январе 1638 года крымский хан Бахадыр I Герай (1637—1641) отправил посольства с богатыми дарами в Кабарду, прося у местных владетей военной помощи в борьбе за Азов, захваченный донскими казаками в 1637 году. Алегуко Шогенуков радушно принял крымское посольство и ханские дары, но отказался прислать своё войско на помощь крымскому хану.
На просьбы терских воевод прислать горское войско для борьбы против врагов Русского государства на Северном Кавказе верховный князь Большой Кабарды Алегуко Шогенуков также всегда отвечал отказом, сохраняя нейтралитет.
В конце 1630-х годов у Кабарды сложились хорошие отношения с Грузией. Они значительно укрепились в связи с женитьбой Александра (ум. 1657), сына мегрельского князя Левана Дадиани на дочери Алегуко Шогенукова. Внушает уважение поистине царское приданое дочери Алегуко: 100 пленников, 100 серебряных сосудов, 100 золотых платей, 100 кобылиц, 100 быков и 100 пищалей.
В 1636 году скончался Шолох Сунчалеевич Черкасский, зять Алегуко Шогенукова. Его преемником был назначен младший брат Муцал Сунчалеевич Черкасский (1636—1661). Муцал женился на вдове своего брата, Пархан Шогенуковне, сестре Алегуко. Муцал Сунчалеевич Черкасский находился во враждебных отношениях со своими родственниками, князьями Келеметом, Эльдаром и Пшемахо Куденетовичами Черкасскими, которые писали многочисленные жалобы в Москву на братьев Шолоха и Муцала Черкасских. Муцал Черкасский стал помогать своему шурину Алегуко в борьбе за объединение Кабарды. В мае 1641 года Муцал Черкасский участвовал в походе войск Алегуко на владения князей Келемета и Эльдара Черкасских. Алегуко Шогенуков присоединил их владения к Большой Кабарде, захватив много пленников, среди которых были мать и две сестры Келемета Черкасского. К 1641 году Алегуко Шогенуков объединил под своей верховной властью практически всю Кабарду. Оставался только один крупный владетель Малой Кабарды, который проводил самостоятельную политику. Это был князь Мудар Алкасов, находившийся в родственных связях с шахским Ираном и шамхалом Тарковским. В 1615 году Мудар Алкасов захватил Дарьяльское ущелье, получив выход в Грузию. Позднее Мудар Алкасов установил хорошие отношения с Россией и привел в русское подданство некоторых кумыкских и других горских мурз. Мудар Алкасов, опасавшийся могущественного Алегуко Шогенукова, отправил послов в Большие Ногаи и к шамхалу тарковскому, чтобы соединиться с ними для совместной борьбы против Большой Кабарды. Тогда Алегуко отправил наемных убийц, приказав им убить князей Мудара Алкасова и Келемета Черкасского. Мудар Алкасов был убит, а Келемет Черкасский избежал смерти и укрылся в Терках.
Алегуко Шогенуков пользовался поддержкой своего зятя Муцала Сунчалеевича Черкасского. В 1640 году Муцал Черкасский силой отобрал у терского воеводы Ивана Хилкова аманата (заложника) Тенгизбия, сына Алегуко, и переселил его к себе в крепость. Терские воеводы выдвинули обвинения против князя Муцала Черкасского и его братьев Будачея и Алегуко. По распоряжению русского правительства князья Муцал и Будачей Черкасские были вызваны в Москву, где их арестовали. Их брат Алегуко Сунчалеевич бежал из Терского города в Большую Кабарду, где принял участие в набегах Алегуко Шогенукова на Малую Кабарду. Тенгизбий, сын Алегуко, находившийся в качестве заложника в Терках, был отправлен в Астрахань, где его заключили в темницу.
В июне 1640 году князья Большой Кабарды Алегуко Шогенуков и Хатажуко Казыев отправили в Москву своё посольство под руководством узденя Безруко Ахматова. Кабардинские князья заявили русскому правительству о своей верности, просили прислать из Москвы царского посланника для разрешения спорных вопросов в Кабарде, жаловались на действия терских воевод и притеснения заложников в Терках. Русское правительство отклонило все просьбы кабардинских князей Алегуко и Хатажуко, обвинив их в сношениях с Крымским ханством. Их посол Безруко Ахматов был подвергнут унизительному допросу и только в сентябре смог вернуться в Кабарду.
Летом 1641 года князь Келемет Черкасский, чьи владения захватил Алегуко Шогенуков, организовал поход на Большую Кабарду. В походе приняли русские служилые люди под командованием головы стрелецкого Артемия Шишмарева из Терского города (100 конных стрельцов, 18 детей боярских и около 200 чеченцев и ингушей). К русскому отряду присоединились малокабардинские князья Эльдар Ибаков, Нарчо Ельбаздуков, Айтек Ахлов, Казый Алкасов и Куденет Барагунский со своими отрядами. Прибыли из Большой Ногайской орды мурзы Солтанаш Аксаков и Хорошай Чюбармаметов, из Дагестана шамхал тарковский Айдемир с конными отрядами. Однако князь Муцал Черкасский отправил гонцов к своему шурину Алегуко Шогенукову, сообщив ему о готовящемся походе. Алегуко и Хатакшуко собрали свои силы для отражения агрессии. К ним на помощь прибыли из Малого Ногая мурзы Ураковы и Каспулатовы и абазинские владетели Сараль мурза Лоов и Казый-мурзы Доруков со своими дружинами.
12 июля 1641 года в битве на реке Малке кабардинские князья Алегуко Шогунеков и Хатажуко Казыев разгромили своих противников. Враги были разбиты и понесли огромные потери. В сражении были убиты стрелецкий голова Артемий Шишмарев, князья Келемет Черкасский и Эльдар Ибаков, шамхал тарковский Айдемир. Кабардинцы захватили в плен несколько сотен человек. среди них были князья Татархан Арасланов, Ахлов Айтек, Куденет Барагунский и много русских служилых людей из Терского города.
В июле-августе 1641 года терский воевода князь С. И. Шаховский отправлял гонцов с грамотами в Большую Кабарду, требуя от Алегуко и Хатажуко вернуть взятых в плен и тела убитых в битве на реке Малке. Однако кабардинские князья отказались отпускать пленников без выкупа.
Царское правительство, получив сведения о поражении на р. Малке, стало собирать в Астрахани войско, которое должно было выступить на помощь терским воеводам. Русская сторона потребовала от кабардинских князей повиниться, отпустить пленников и признать верховную власть русского царя, угрожая казнить кабардинских заложников в Терках и разорить саму Кабарду.
Кабардинские князья Алегуко и Хатажуко, опасаясь вторжения большой русской армии, решили переселиться со своими подданными за Кубань, во владения Крымского ханства. В конце 1641 года Большая Кабарда переселилась за реку Кубань.
В следующем 1642 году русское правительство стало искать пути урегулирования отношений с верховным князем Большой Кабарды Алегуко Шогунековым. Но кабардинцы не доверяли терским воеводам и отказались возвращаться на прежние места проживания. Тогда русские власти вернули из ссылки князя Муцала Сунчалеевича Черкасского, зятя Алегуко. Муцал Черкасский был возвращен в Москву, с него сняли все обвинения, вернули все должности и полномочия в Терском городе. 20 августа 1642 года на приеме в Кремле русский царь поручил Муцалу Черкасскому вернуть Кабарду из-за Кубани в Бештаугорье. Только в мае 1643 года князь Муцал Черкасский прибыл в Терки, откуда вскоре отправил своего гонца на переговоры в Большую Кабарду. Алегуко Шогенуков, несмотря на опасность со стороны крымских татар, принял гонца и отправил своего посла Безруко Ахматова в Терский город. В апреле 1643 года Безруко Ахматов прибыл в Терки, где вручил терским воеводам и князю Муцалу Черкасскому ответное послание от Алегуко. Алегуко Шогенуков заявил, что не сможет лично приехать в Терки из-за опасения нападения крымскотатарских войск на кабардинские аулы. Через своего посла Алегуко заверил терских воевод в лояльности кабардинцев к Русскому государству и предложил продолжить переговоры на реке Куре, в урочище Нижняя Изголовь.
16 мая 1643 года верховный князь Большой Кабарды Алегуко Шогенуков, сопровождаемый большой делегацией, встретился на реке Куре со своим зятем, князем Муцалом Черкасским, и терским воеводой Ефимом Самариным. Обе стороны решили продолжить переговоры в Терках. Получив гарантии безопасности, Алегуко Шогенуков 20 мая прибыл в Терки. 21 мая начались переговоры. С русской стороны в них участвовали терские воеводы Михаил Волынский, Ефим Самарин, Василий Атарский и князь Муцал Черкасский. Терские воеводы официально объявили, что Алегуко прощаются все обиды против России. Со своей стороны Алегуко Шогенуков подтвердил свою верность русскому царю Михаилу Федоровичу. Алегуко обязался вернуться со своими подданными из-за Кубани на старые места проживания. Стороны договорились о совместной обороне протиа крымских татар, о замене заложников (аманатов), о приведении к присяге всех кабардинских, абазинских и малоногайских князей и узденей, подчинявшихся Алегуко Шогенукову. Терские воеводы обязывались запретить князьям Малой Кабарды и Дагестана совершать набеги на Большую Кабарду. Все русские посольства, делегации и купеческие обозы, проходившие через владения Алегуко Шогенукова, получили гарантии неприкосновенности. Алегуко Шогенуков соглашался отпустить за небольшой выкуп всех русских ратных людей, взятых в плен в битве на реке Малке. После окончания переговоров Алегуко Шогенуков принес на коране присягу на верность русскому царю от своего имени, от имени своего брата Хатажуко и всех подчинявшихся ему кабардинских, абазинских и ногайских мурз и узденей. Алегуко Шогенукову было назначено большое царское жалование, ему и его свите были пожалованы богатые подарки. 22 мая 1643 года Алегуко Шогенуков с своей делегацией покинул Терский город.
В начале 1644 года произошло вторжение большой калмыцкой орды (11 500 чел.) под предводительством главного тайши Хо-Урлюка в Большую Кабарду. Терские воеводы, узнавшие о приближении калмыцкой орды к Кабарде, не стали оказывать военную помощь кабардинским князьям. Только князь Муцал Черкасский отправил из Терского города гонца к своему шурину Алегуке Шогенукову, предупредив его о калмыцком нападении. Алегуко успел собрать своих союзников для отражении вражеского нападения. Объединённые отряды кабардинцев, ногайцев, бесланеевцев и других горских народов под командованием Алегуко Шогенукова во всеоружии встретили калмыцкую орду. Калмыцкое войско было разгромлено и рассеяно. Из 11 500 калмыков смогли спастись из Кабарды только 1500—2000 человек. Среди убитых был сам главный калмыцкий тайша Хо-Урлюк с тремя сыновьями. Кабардинцы и их союзники захватили в плен более тысячи калмыков, среди них было двое калмыцких тайшей. Весь калмыцких обоз и табуны лошадей достались кабардинцам и ногайцам. Узнав о полном разгроме калмыцкой орды в Кабарде, терские воеводы отправили два отряды ратных людей под командованием князей Муцала Черкасского и Татархана Арасланова для преследования отступающих калмыков. Русские перебили остатки калмыцкого войска и захватили языков. На допросе пленники сообщили, что после Кабарды калмыки планировали напасть и захватить Терский город.
В марте 1644 года князь Муцал Сунчалеевич Черкасский, получив разрешение от терских воевод, посетил Большую Кабарду, которая продолжала находиться за Кубанью. Муцал Черкасский старался убедить братьев Алегуко и Хатажуко вернуться обратно в Пятигорье. Алегуко и Хатажуко подтвердили свою присягу на верность русскому царю, но пока не спешили возвращаться на старые места проживания. Муцал Черкасский пробыл в Кабарде пять месяцев и вернулся в Терки, привезя с собой новых заложников. Вскоре Большая (Казиева) Кабарда возвратилась из-за Кубани на прежние места, в районы Большой и Малой Кумы, Пятигорья, равнины Сатей, Малки, Баксана, Чегема, Черека.
Через некоторое время терские воеводы обратились к Алегуке Шогенукову с просьбой привести в вечное послушание новому русскому царю Алексею Михайловичу некоторых малоногайских мурз. Ногайские мурзы Арсланбек Касбулатов, Науруз Касаев и Дивой Карамузин не смогли отказать Алегуко и принесли присягу на верность русскому царю.
В 1646 году в Кабарду почти одновременно прибывают послы из Бахчисарая и Москвы с требованиями прислать кабардинскую конницу для войны друг против друга. Князья Алегуко и Хотажуко приняли решение не принимать ничьей стороны, обоим послам по разным предлогам было отказано в присылке кабардинских воинов.
В 1647 году Алегуко и Хотажуко прислали своих гонцов в Терский город с сообщением о том, что крымские татары и азовские турки готовятся к походу на Терки.
В 1652 году князья Алегуко Шогунеков и Хотажуко Казыев во главе большой делегации прибыли в Терский город, где им была вручена жалованная царская грамота и богатые подарки. Братья Алегуко и Хотажуко в очередной раз принесли присягу на верность Русскому царю.
В 1654 году верховный князь Большой Кабарды Алегуко Шогунеков скончался. Ему наследовал двоюродный брат и сподвижник Хатажуко Казиев, который почти двадцать лет управлял Кабардой. После смерти Хатажуко верховным князем стал его младший брат Мисост-мирза Казиев.